# Knihovna s infocentrem MČ Praha-Kolovraty
Knihovna s infocentrem je organizační složkou Úřadu městské části Praha-Kolovraty. Informační centrum sídlí společně s Místní veřejnou knihovnou od 27. května 2002 v moderní budově v centru Kolovrat na adrese Mírová 20/54. Čtenáři knihovny si mohou vybrat z 10 tisíců titulů a desítky časopisů. Knihovní fond je pravidelně obnovován z rozpočtu městské části a z dotací Magistrátu hl. m. Prahy. Na správný chod knihovny dohlíží metodik Městské knihovny v Praze v rámci regionálních funkcí knihoven. Od roku 2017 je knihovna členem Svazu knihovníků a informačních pracovníků ČR (SKIP).

## Historie
Místní knihovna byla v Kolovratech zřízena v místní škole roku 1898 z iniciativy Sboru dobrovolných hasičů, který o tom rozhodl na své schůzi 26. listopadu 1899 v hostinci U Šlingrů. V záznamu jednací knihy sboru stojí: „Výbor uznávaje důležitost knihovny pro lid, jemuž dobrá kniha je potravou duševní, jednohlasně se usnesl, aby z pokladny věnováno účelu tomu deset zlatých na nakoupení knih. Provedení se ponechává na ten čas, až členské příspěvky budou složeny.“ První, kdo na vznik knihovny přispěl, byl sedlák Josef Lehovec, který daroval jeden zlatý. Dalších pět zlatých věnoval pod podmínkou, že jeho fotografie bude zdobit první stranu knihy, která o vzniku knihovny pojednává. Poté, co vstoupil v platnost zákon o obecních knihovnách (22. června 1919), kolovratští hasiči věnovali do fondu 150 knih českých klasiků.
Knihovna nejdříve sídlila v budově Obecní školy v Mírové ulici. Prvním knihovníkem byl učitel Václav Hájek, pozdější ředitel školy. Na krátkou dobu byla knihovna přemístěna do domu manželů Sukových, Na Skále 210, kde o fond pečovala Josefa Suchomelová a později Vlasta Ševčíková. V roce 1959 se knihovna přestěhovala do nové hasičské zbrojnice, kde knihy získaly více místa. Slavnostního otevření 5. března 1959 se zúčastnil i spisovatel Václav Lacina. Knihovníkem a zároveň obecním kronikářem se stal Antonín Šarf. Poté ho vystřídal Jan Kolář, řídící učitel ve výslužbě z Lipan, který se svojí manželkou Věrou, také bývalou učitelkou, úroveň knihovny výrazně pozvedl.
Knižní fond se postupně rozrůstal a prostory v hasičské zbrojnici začaly být těsné. Knihy byly v roce 1974 přestěhovány do místnosti v prvním patře nové víceúčelové budovy v ulici Na Parkáně. Rok poté byl knihovníkem jmenován Ladislav Halama, který rozšířil fond i půjčovní dobu. Po jeho smrti v roce 1994 ho vystřídal Miroslav Kvaš. Ten v knihovně působil se svou manželkou Zdeňkou až do roku 1997.
V roce 1997 se knihovna opět stěhovala, protože bylo nutné uvolnit místo poštovnímu úřadu. Staronovým působištěm se stala místnost se samostatným vchodem v přístavbě tělocvičny, přimknuté k budově školy. Knihovna byla vybavena novými kovovými regály a počítačem. Knihovnicí byla jmenována Eva Černohorská, někdejší ředitelka Husovy knihovny v Říčanech. V roce 2001 byla knihovna připojena k internetu a klasické knižní lístky nahradil moderní knihovní systém Lanius. V této době se o knihovnu starala také Marcela Černá.
Významným mezníkem je rok 2002, kdy knihovna získala důstojné prostory v moderní nadčasové budově postavené v místě bývalého hostince U Stárků. Od té doby sídlí pod jednou střechou společně s informačním centrem. Nová budova byla vyprojektována tak, aby vzhledem navazovala na původní statek a zároveň nenarušila okolní vesnickou zástavbu. Projekt významně podpořil bývalý starosta Kolovrat Ing. Marek Ovečka. Velkoryse navrženému prostoru od Ing. arch. Václava Maška dominuje pět galerií propojených samonosným schodištěm z oceli. Proskleným vrcholem „pyramidy“ nad schodištěm proniká denní světlo až do přízemí. Pestré hřbety knih na zadních stěnách galerií jsou důležitým estetickým prvkem interiéru. Otevřená variabilní hala v přízemí umožňuje pořádat nejen výtvarné výstavy, přednášky, besedy či literárně-hudební večery, ale lze ji proměnit i v taneční parket.
Invenci autorů projektu ocení návštěvníci už při vstupu do Knihovny s infocentrem. Vchodové dveře jsou osazeny velkolepou vitráží se stylizovaným znakem Kolovrat, která je dílem Zuzany Krausové a Heleny Halové a vznikla v jejich ateliéru přímo v Kolovratech. Práce na této vitráži byla sponzorským darem městské části.
Knihovna s infocentrem byla slavnostně otevřena 27. května 2002. Vedoucí byla jmenována Zdeňka Musilová, kterou v roce 2006 vystřídala ve funkci Blanka Oujezdská. Kromě let 2012 – 2014, kdy byla vedoucí Ing. Jana Novodvorská, vede Knihovnu s infocentrem dodnes. O rozvoj této instituce včetně doplňkových aktivit se zejména v počátcích zasloužil dlouholetý asistent Tomáš Bezouška. Po Evě Černohorské se knihovně krátce věnovaly Daniela Volešáková a Dagmar Walachová. Od roku 2015 je knihovnicí Petra Makúchová.

## Ocenění
- 2008 – 2. místo v soutěži o nejlepší webové stránky měst a obcí ČR Zlatý erb[7]
- 2009 – 3. místo v soutěži o nejlepší webové stránky měst a obcí ČR Zlatý erb[8]
- 2009 – Knihovna roku (Titul udělený Ministerstvem kultury za širokou nabídku komunitních aktivit v inspirativním prostředí)[9]
- 2019 – 3. místo v soutěži o nejlepší webové stránky měst a obcí ČR Zlatý erb[10]
- 2020 – 3. místo v soutěži o nejlepší webové stránky měst a obcí ČR Zlatý erb[11]
- 2022 – cena poroty za dlouholetý osobní přínos – Blanka Oujezdská, Praha-Kolovraty[12]
- 2023 – 1. místo v soutěži o nejlepší webové stránky měst a obcí ČR Zlatý erb[13] (v celostátním kole 3. místo)[14]

## Poskytované služby

### Místní knihovna
Knihovna používá výpůjční systém Tritius, všechny svazky včetně zvukových nosičů jsou ve volném výběru. K dispozici je cca 10 tisíc titulů a desítka časopisů. Ve sníženém přízemí je dětské oddělení a část oddělení pro dospělé (naučná literatura, detektivky, životopisy, cestopisy). Beletrie je abecedně rozmístěna na galeriích ve vyšších patrech. V hale poblíž výpůjčního pultu je regál s časopisy a leporela s deskovými hrami (těch jsou tři desítky). Do roku 2020 se počítá s rozšířením dětského oddělení do přilehlých prostor, které dosud sloužily komerčním účelům.
Nabídka služeb:
- Půjčování knih a dalších dokumentů do knihovny i mimo ni
- Výměnný fond z Městské knihovny Praha
- Meziknihovní výpůjční služba (pro registrované čtenáře)
- 8 studijních míst
- 3 počítačové stanice s bezplatným připojením na internet
- Wi-Fi zdarma

### Informační centrum
Infocentrum má otevřené dveře pro všechny návštěvníky, kteří do Kolovrat zavítají. Je pomyslnou vstupní bránou do této městské části i pro nově přistěhovalé obyvatele.
Nabídka služeb:
- Kopírovací služby, tisk, laminování
- Tisk jízdních řádů, vyhledávání dopravních spojení
- Poskytování turistických informací (kulturní akce, výlety)
- Prodej turistických vizitek (2 ks - Kolovraty a Lipany) a turistický zápisník
- Prodej turistických map, pohlednic, odznaků, publikace Kolovraty 1205-2005
- Ověřování dokumentů (legalizace a vidimace)
- Správa webových stránek www.kolovraty.cz
- Redakční práce a příprava k tisku čtvrtletníku Kolovratský zpravodaj a letáku Kolovratský měsíčník, zajišťování inzerce
- Tvorba propagačních letáků ke kulturním akcím

### Kulturní a společenské akce
Knihovna s infocentrem organizuje řadu vlastních knihovnických akcí a spolupracuje s místními organizacemi při přípravě větších kulturně-společenských akcí.
- Noc s Andersenem
- Pasování prvňáčků na čtenáře
- Odměňování nejlepších čtenářů z řad dětí i dospělých
- Lovci perel (soutěž pro malé čtenáře)
- Bookstart aneb S knížkou do života (projekt pro nejmenší čtenáře)
- Literární večery, přednášky, besedy, kurzy
- Vernisáže výstav amatérských i profesionálních výtvarníků a fotografů – začátkem každého měsíce
- Vánoční a Velikonoční jarmark (tradiční akce s bohatým programem)
- Dětský den (kolovratské spolky dětem)
- Vítání dětí

## Fotogalerie

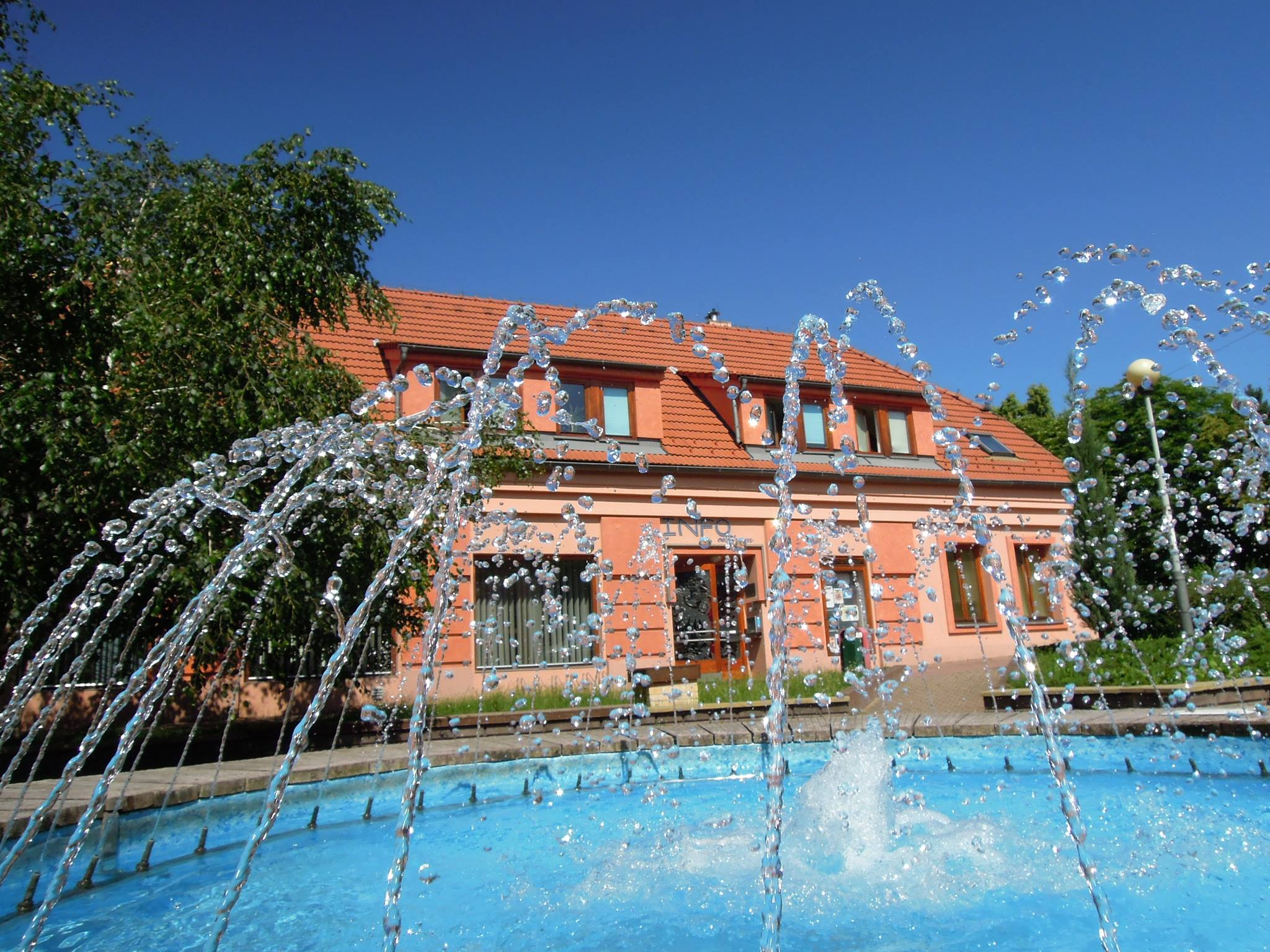
Knihovna s infocentrem, léto 2016
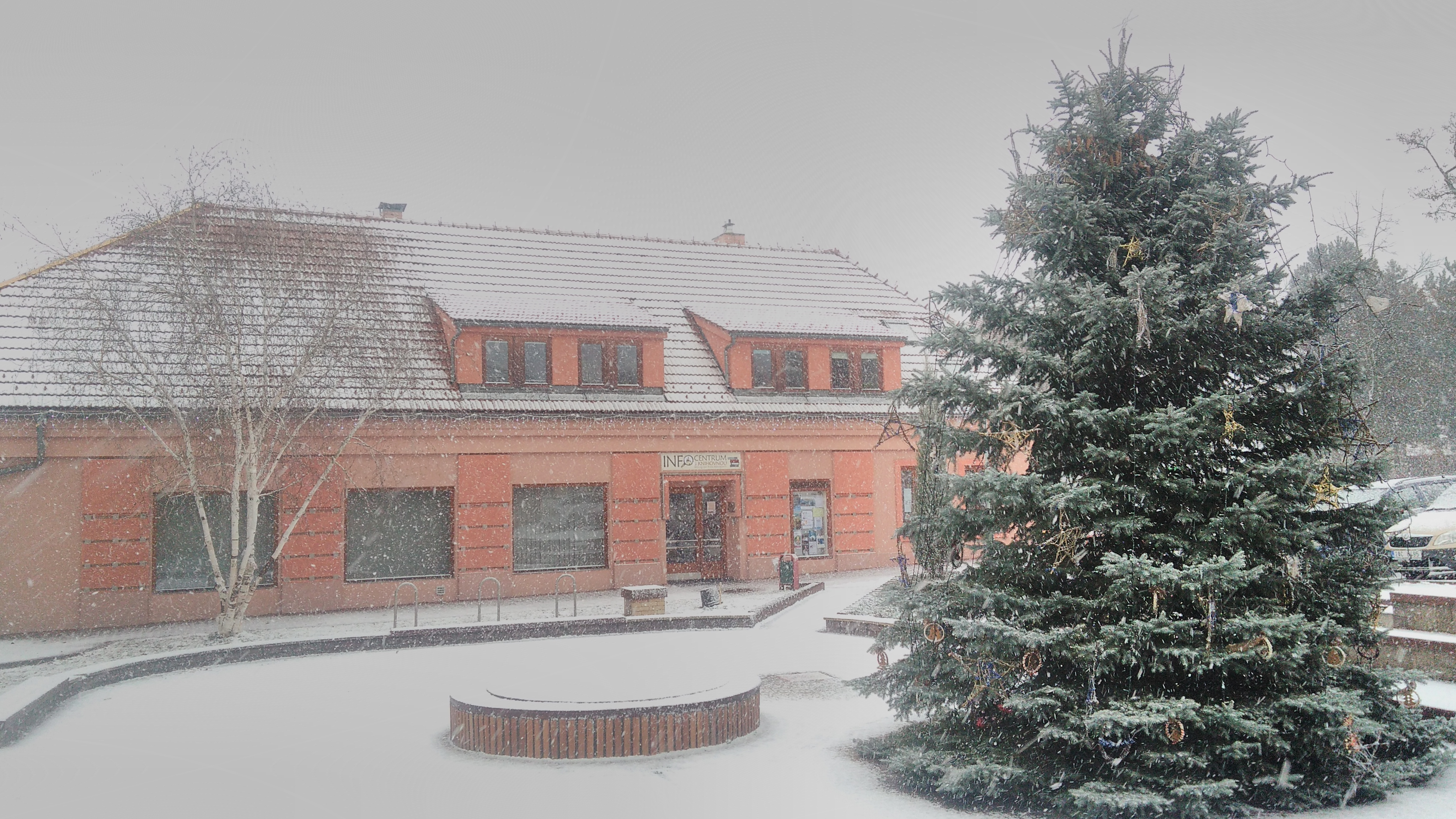
Knihovna s infocentrem, zima 2017
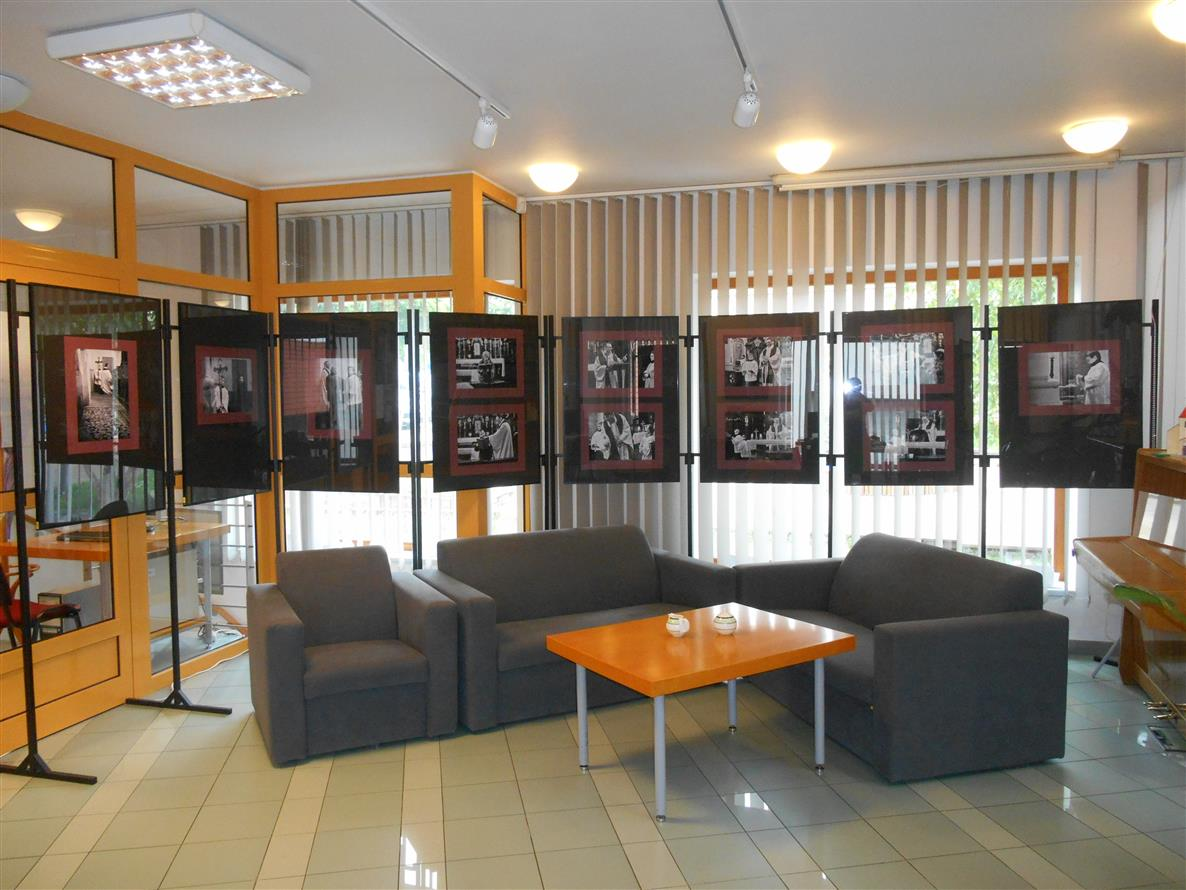
Interiér objektu č.1
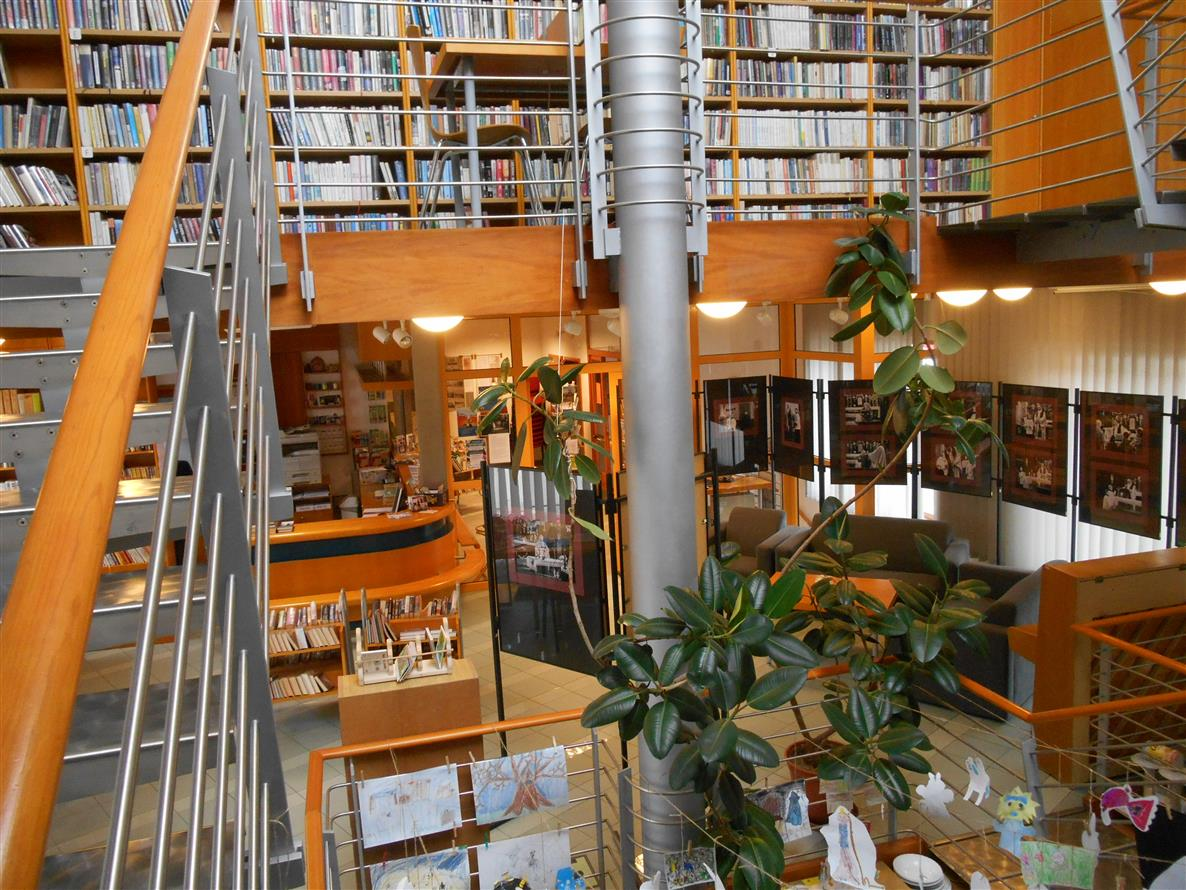
Interiér objektu č.2
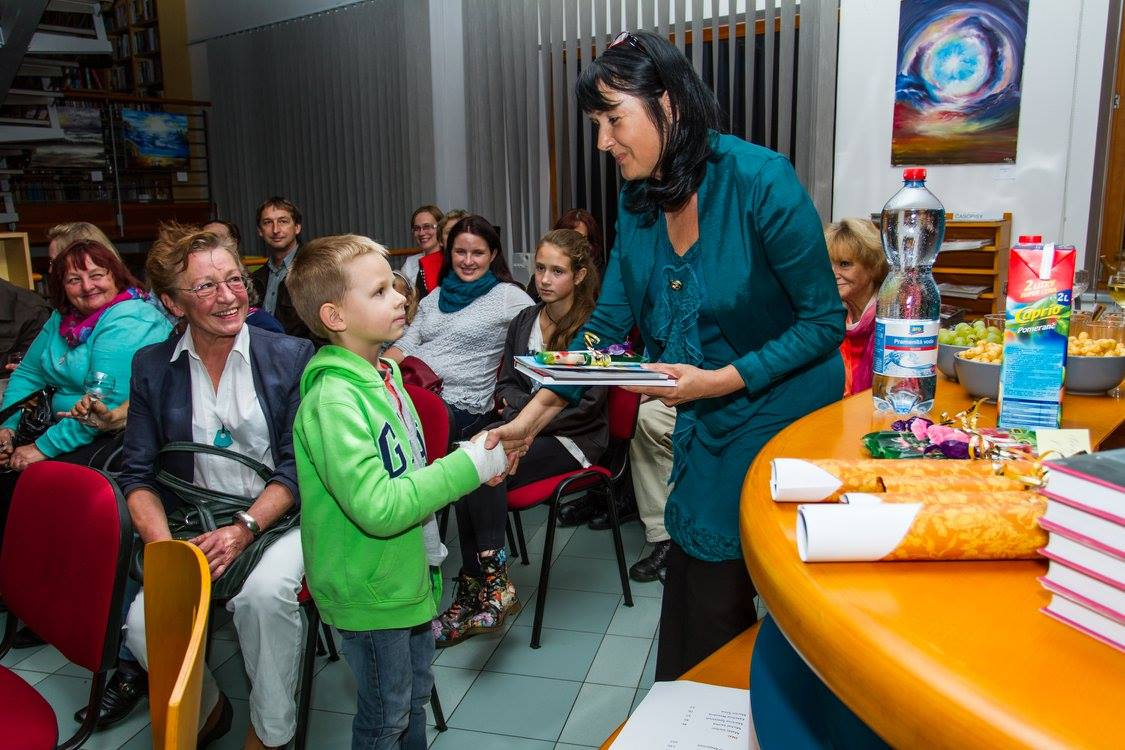
Ocenění nejlepších čtenářů roku 2015
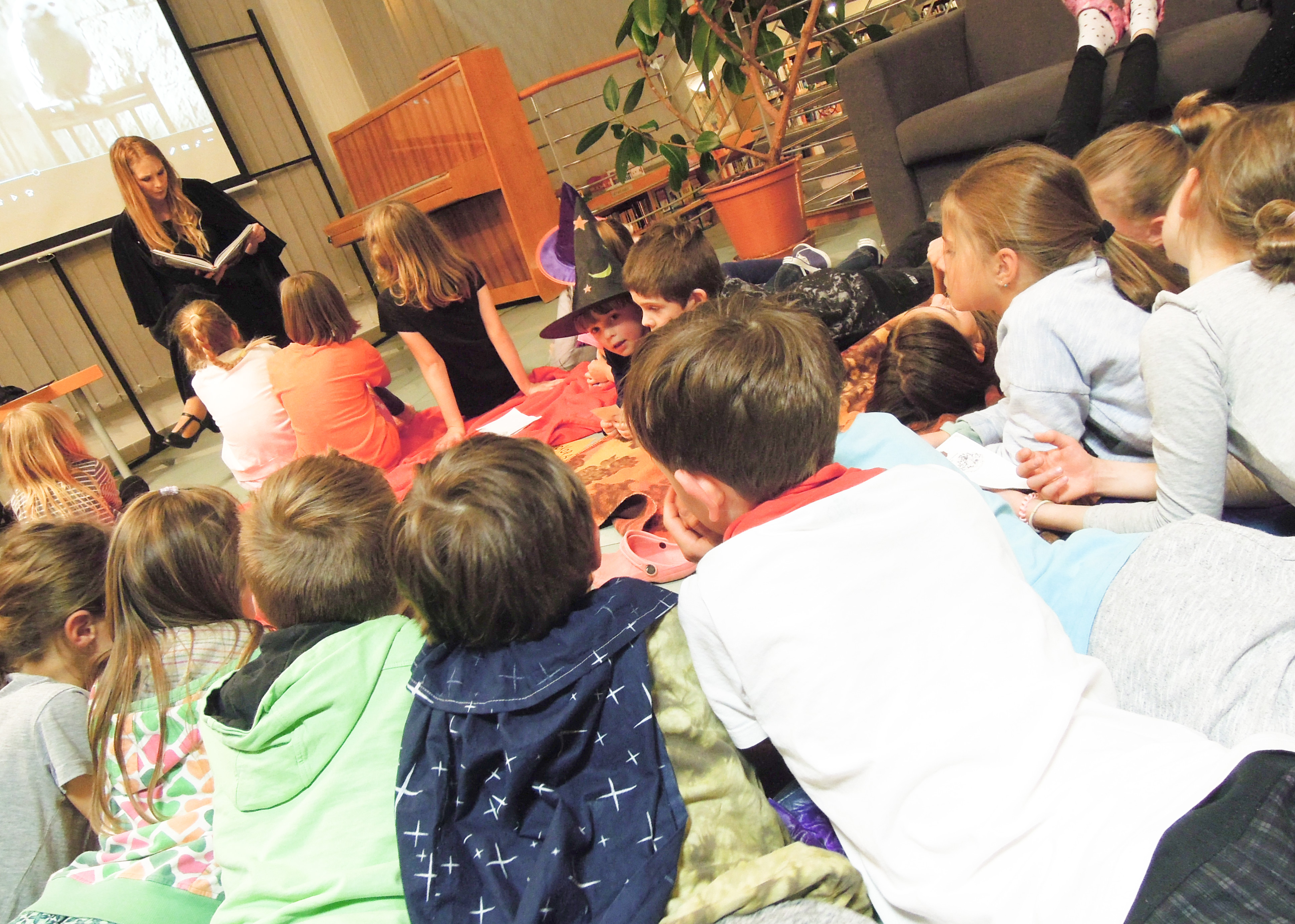
Noc s Andersenem v Kolovratech 2019
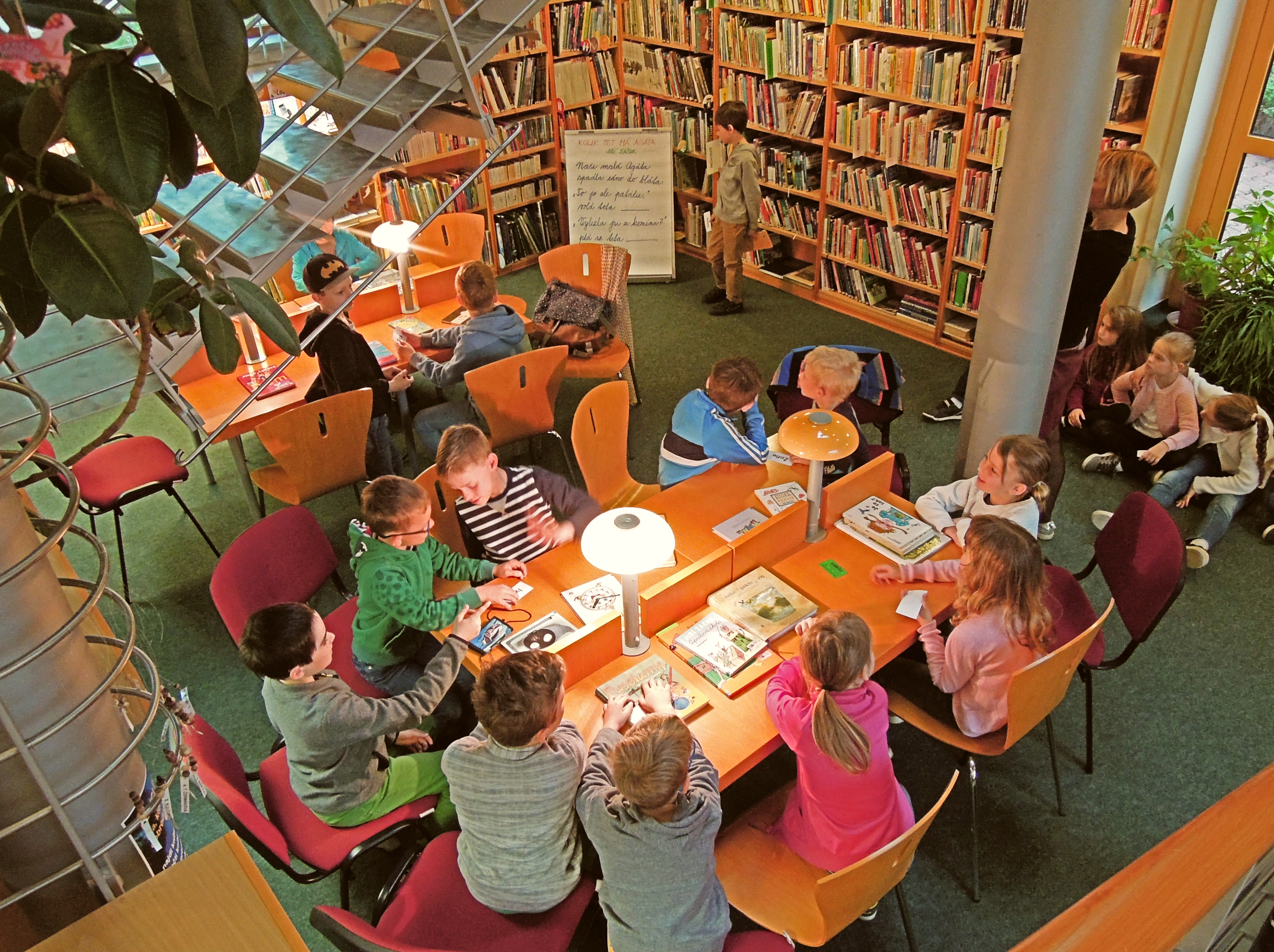
Beseda v knihovně se žáky Základní školy v Kolovratech 2019